# Aparcament

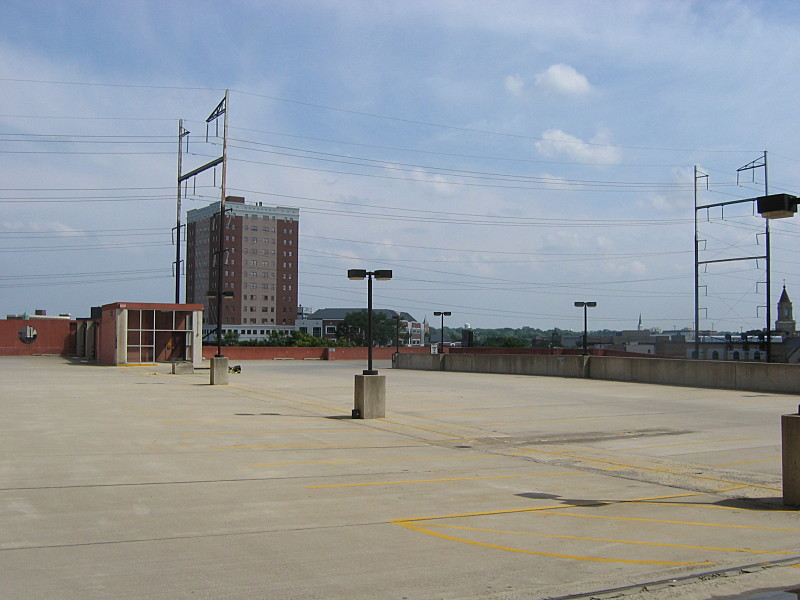
Últim nivell d'un edifici d'aparcament a la Universitat Rutgers de New Brunswick (Nova Jersey), als Estats Units.

L'aparcament (o pàrquing, de l'anglès parking) és un lloc per a immobilitzar un vehicle, fora de la zona de circulació. No és rellevant el fet que els seus ocupants es trobin o no a l'interior.
L'escassetat d'espai a la via pública va necessitar construir infraestructures per aparcar a proximitat d'instal·lacions de gran afluència. L'ús immoderat del cotxe, gran consumidor de terra, tant quan mou com quan s'aparca va contribuir a una excessiva impermeabilització del sòl urbà amb un impacte negatiu sobre el microclima, una deterioració de l'ambient dels altres usuaris de l'espai públic i una reducció de la seva capacitat de reabsorbir diòxid de carboni.
Els aparcaments d'enllaç o de dissuasió faciliten als automobilistes de fer l'intercanvi amb el transport públic en perifèria i descongestionar el centre urbà. Aquest tipus d'aparcaments fomenten la intermodalitat entre el transport privat i el transport col·lectiu. Poden ser aparcaments gratuïts, a preu més interessant que al centre o integrats en l'abonament. Existeixen aparcaments robotitzats que permeten multiplicar el nombre de places en reduir l'espai necessari per a les maniobres. El vehicle es transporta de manera automàtica, sense conductor, mitjançant equips d'elevació i transport fins al seu emmagatzematge. Certs aparcaments ans al contrari proposen un servei d'aparcador de cotxes.

## Normativa general
Es permet aparcar
- En vies interurbanes:
  - Carreteres convencionals. Fora de la calçada, al costat dret de la mateixa i deixant lliure la part transitable del voral.
  - Autopistes i autovies. Únicament en els llocs habilitats a aquest fi. (Àrees de servei i similars)
- En vies urbanes i travessies:
  - De doble sentit. Tant la parada com l'estacionament, es poden realitzar a la calçada o al voral, però situant el vehicle el més a prop possible de la vora dret, llevat senyalització contrària que prohibeixi aquestes maniobres.
  - De sentit únic. Es pot situar el vehicle tant en el costat esquerre com en el dret de la calçada o del voral, llevat que igualment estigui expressament prohibit.

Està prohibit aparcar en aquests llocs o circumstàncies:
- En una via de doble sentit, en la meitat oposada al sentit de circulació.

Senyal de prohibit estacionar

- Quan no queden lliures almenys 3 metres al nostre carril.

- En autopistes o autovies, excepte en els llocs habilitats a tal efecte
- En les corbes i canvis de rasant de visibilitat reduïda, en les seves proximitats i als túnels.
- En passos a nivell, passos per a ciclistes o vianants.
- En els carrils o parts de la via reservats al servei de determinats usuaris, com per exemple carrils i parades de transport públic, ciclistes, taxis, minusvàlids…
- En les cruïlles i les seves proximitats, si es dificulta el gir a altres vehicles o, en vies interurbanes, si es produeix perill per falta de visibilitat.
- Sobre els rails de tramvies o tan a prop d'ells que pugui entorpir la circulació.
- En els llocs on s'impedeixi la visibilitat de la senyalització als usuaris als que els afecti o obligui a fer maniobres.
- En els túnels i passos inferiors.

## Normativa particular
Les ordenances municipals regulen els règims de parada i estacionament en vies públiques. En molts nuclis s'implementen esquemes d'estacionament regulat amb l'objectiu de garantir un espai d'aparcament per als residents, prevenir la congestió per vehicles de no-residents aparcats tot el dia i fomentar la rotació de vehicles. Hi ha diferents sistemes de control, com el disc horari o d'altres amb pagament. També sovint es prohibeix la pernoctació o activitats que es despleguen a l'exterior en desplegar d'elements que desbordin el perímetre del vehicle com ara parades, tendals, dispositius d'anivellament, suports d'estabilització o altres.